# توحيد الأداء
توحيد الأداء هو تقرير للأمم المتحدة وضعه الأمين العام للأمم المتحدة آنذاك كوفي عنان في عام 2005 حول مواضيع المساعدات الإنمائية والإنسانية والقضايا البيئية. وأصدرت اللجنة تقريرها في نوفمبر 2006، وحددت برنامج إصلاح عمليات التنمية في الأمم المتحدة. ويركز التقرير على أربعة مبادئ رئيسية: قائد واحد، وميزانية واحدة، وبرنامج واحد، ومكتب واحد.  يقود هذا الجهد في الغالب مجموعة الأمم المتحدة للتنمية المستدامة، وهي مجموعة من 32 وكالة متخصصة تابعة للأمم المتحدة تعمل في قضايا التنمية الدولية.  نتيجة لذلك، بذلت كل من الحكومات وشركاء الأمم المتحدة جهودا للعمل معا بشكل أكثر فعالية وكفاءة. وقد تطوعت ثمانية بلدان هي: ألبانيا، الرأس الأخضر، موزمبيق، باكستان، رواندا، تنزانيا، أوروغواي، وفيتنام لتكون رائدة في هذه المبادرة.

## روابط خارجية
- الفريق الرفيع المستوى المعني بالاتساق على نطاق منظومة الأمم المتحدة
- وثائق توحيد الأداء
- توحيد الأداء